# شهرداری شهر اسلوونی گرادچ
شهرداری شهر اسلوونی گرادچ (به لاتین: City Municipality of Slovenj Gradec) یک منطقهٔ مسکونی در اسلوونی است که در اسلوونی واقع شده‌است. شهرداری شهر اسلوونی گرادچ ۱۷۳٫۷ کیلومتر مربع مساحت و ۱۲٬۷۷۹ نفر جمعیت دارد.